# Добруджанско плато
Добруджàнското плàто е плато в Североизточна България, Източната Дунавска равнина, области Добрич и Варна, заемащо източната част от историко-географската област Добруджа.
Добруджанското плато се намира в източната част на Източната Дунавска равнина и заема голяма част от историко-географската област Добруджа в пределите на областите Добрич и Варна. Границите на платото са следните:
- на запад – платото постепенно преминава в по-високото Лудогорско плато;
- на юг – границата не е ясно очертана, но следи приблизително линията между платото Стана на запад и Франгенското плато на изток и долината на Батова река;
- на югоизток – стръмно се спуска към черноморския бряг в района на Балчик и Каварна;
- на изток – платото постепенно се спуска към Черноморската низина;
- на север и североизток – достига до държавната граница с Румъния, но в действителност платото продължава и на румънска територия.[1]

Дължината на платото от югозапад на североизток (до границата с Румъния) е около 70 км, а ширината му от северозапад на югоизток – около 60 км. Надморската височина варира от 150 – 200 м на североизток до 300 – 350 м на югозапад.
Цялото Добруджанско плато е с лек наклон на изток и североизток. На запад и югозапад е разчленено от каньоновидни долини, а на северозапад и изток – от суходолия. Изградено е от долнокредни и терциерни (сарматски) варовици и песъчливи мергелни плоско наслени пластове, припокрити по вододелите от льосови наслаги с мощност до 30 – 40 м. На юг льосовата покривка е разкъсана, изтънява до 5 – 10 м и прехожда в льосови образувания. По вододелите има фосилизирани карстови форми.
В източната част на платото, северно от Каварна, на дълбочина 1300 – 1900 м са установени горнокарбонски въглища, находищата на които са наводнени и трудно използваеми.
Климатът е умерено-континентален със сравнително студена зима и топло лято. Преобладават северните и североизточните ветрове; през лятото духат суховеи – сухи, топли ветрове. През пролетта (март-април) и лятото (юли-август) често явление са засушаванията. Средната годишна температура е от 11 °C на запад до 12 °C на изток и съответно средната януарска от -0,5 °C до 1 °C, а средната юлска – 21°-22 °C.
За платото са характерни голямото количество от подземни води. Реките са маловодни с пороен характер, като на север долините им се превръщат в каньоновидни суходолия. Главна река е Суха река с притоците си Карамандере и Добричка река на запад, а на изток – Шабленска река.
Характерните за Добруджанското плато са типичните и излужените черноземи и сивите горски почви с високо естествено плодородие. Преобладават сухолюбивите степни растителни видове, които са слабо запазени тук-там и са изместени от селскостопански култури. Над 80% от площта на платото представляват обработваеми земи. отглеждат се основно зърнени култури (основно пшеница и ечемик), слънчоглед, царевица, захарно цвекло, фасул и други, всички те с устойчиви и високи добиви. В отделни части се извършва частично напояване. Характерна особеност за Добруджанското плато са т.нар. полезащитни горски пояси, които през зимата предотвратяват отвяването и преотлагането на снежната покривка и по този начин предпазват есенните посеви от измръзване.

## Топографска карта
- Лист от карта K-35-8. Мащаб: 1 : 100 000.
- Лист от карта K-35-9. Мащаб: 1 : 100 000.
- Лист от карта K-35-20. Мащаб: 1 : 100 000.
- Лист от карта K-35-21. Мащаб: 1 : 100 000.